# Чиряшов
Чиряшов (рум. Cireașov) — село у повіті Олт в Румунії. Адміністративно підпорядковане місту Слатіна.
Село розташоване на відстані 136 км на захід від Бухареста, 2 км на північ від Слатіни, 46 км на схід від Крайови.

## Населення
За даними перепису населення 2002 року у селі проживали 1194 особи.
Національний склад населення села:
| Національність | Кількість осіб | Відсоток |
| -------------- | -------------- | -------- |
| румуни         | 1158           | 97,0%    |
| цигани         | 36             | 3,0%     |

Рідною мовою назвали:
| Мова      | Кількість осіб | Відсоток |
| --------- | -------------- | -------- |
| румунська | 1171           | 98,1%    |
| циганська | 23             | 1,9%     |